# Malinówko
Malinówko – jezioro położone w Krainie Wielkich Jezior Mazurskich, w dorzeczu: Krutynia-Pisa-Narew-Wisła, na północny zachód od wsi Iznota w województwie warmińsko-mazurskim, w powiecie piskim, w gminie Ruciane-Nida. Powierzchnia jeziora około 30 ha, głębokość maksymalna 3,0 m. Malinówko jest zbiornikiem trudno dostępnym, o bardzo zarośniętych, podmokłych, wysokich wschodnich brzegach. Leży na szlaku kajakowym rzeki Krutynia.
Jezioro należy do Rezerwatu przyrody Krutynia Dolna.
Najbliższymi miejscowościami są: Iznota, Ukta, Nowy Most.
Na jeziorze rozgrywa się część akcji powieści Zatoka Żarłocznego Szczupaka autorstwa Eugeniusza Paukszty.